# Coppa Italia 2011-2012 (pallanuoto femminile)
La prima edizione della Coppa Italia di pallanuoto femminile si è disputata dal 30 marzo al 13 aprile 2012 e ha visto prevalere l'Orizzonte Catania, vittoriosa in finale sulla Firenze Pallanuoto.
Le squadre partecipanti sono state 9 delle 10 formazioni di Serie A1 (la Plebiscito Padova ha rinunciato). Il torneo si è svolto in due fasi: nel primo turno le squadre sono state divise in due gironi, al termine dei quali le prime due classificate di ciascuno di essi si sono qualificate per la Final Four, che si è tenuta il 12 e 13 aprile a Sori.

## Turno preliminare
I gironi di qualificazione si sono giocati dal 30 marzo al 1º aprile.

### Gironi
| Gruppo A                              |
| sede: Imperia Piscina Felice Cascione |
| Bologna                               |
| Fiorentina                            |
| Firenze                               |
| Imperia                               |
| Pro Recco                             |

| Gruppo B                        |
| sede: Catania Piscina di Nesima |
| Orizzonte CT                    |
| Ortigia                         |
| Volturno                        |
| Messina                         |

### Gruppo A
| Risultati |         |                        |         |
|           |         |                        |         |
| 30-03-12  | h 17:30 | Fiorentina - Bologna   | 9 - 10  |
| 30-03-12  | h 19:00 | Firenze - Imperia      | 15 - 14 |
| 31-03-12  | h 10:30 | Bologna - Pro Recco    | 7 - 11  |
| 31-03-12  | h 12:00 | Fiorentina - Imperia   | 10 - 9  |
| 31-03-12  | h 17:30 | Firenze - Pro Recco    | 13 - 9  |
| 31-03-12  | h 19:00 | Bologna - Imperia      | 10 - 6  |
| 01-04-12  | h 09:00 | Bologna - Firenze      | 8 - 9   |
| 01-04-12  | h 10:30 | Pro Recco - Fiorentina | 8 - 8   |
| 01-04-12  | h 15:00 | Fiorentina - Firenze   | 13 - 10 |
| 01-04-12  | h 16:30 | Pro Recco - Imperia    | 12 - 8  |

|    | Classifica Gruppo A | Pt | G | V | N | P | GF | GS | DR  |
| -- | ------------------- | -- | - | - | - | - | -- | -- | --- |
| 1. | Firenze             | 9  | 4 | 3 | 0 | 1 | 47 | 44 | +3  |
| 2. | Pro Recco           | 7  | 4 | 2 | 1 | 1 | 40 | 36 | +4  |
| 3. | Fiorentina          | 7  | 4 | 2 | 1 | 1 | 45 | 42 | +3  |
| 4. | Bologna             | 6  | 4 | 2 | 0 | 2 | 35 | 35 | 0   |
| 5. | Imperia             | 0  | 4 | 0 | 0 | 4 | 32 | 42 | -10 |

### Gruppo B
| Risultati |         |                      |         |
|           |         |                      |         |
| 31-03-12  | h 17:00 | Messina - Orizzonte  | 8 - 14  |
| 31-03-12  | h 18:30 | Volturno - Ortigia   | 10 - 7  |
| 01-04-12  | h 09:00 | Messina - Ortigia    | 5 - 11  |
| 01-04-12  | h 10:30 | Orizzonte - Volturno | 17 - 12 |
| 01-04-12  | h 15:00 | Volturno - Messina   | 10 - 10 |
| 01-04-12  | h 16:30 | Ortigia - Orizzonte  | 12 - 16 |

|    | Classifica Gruppo B | Pt | G | V | N | P | GF | GS | DR  |
| -- | ------------------- | -- | - | - | - | - | -- | -- | --- |
| 1. | Orizzonte CT        | 9  | 3 | 3 | 0 | 0 | 46 | 32 | +14 |
| 2. | Volturno            | 4  | 3 | 1 | 1 | 1 | 32 | 34 | -2  |
| 3. | Ortigia             | 3  | 3 | 1 | 0 | 2 | 30 | 31 | -1  |
| 4. | Messina             | 1  | 3 | 0 | 1 | 2 | 23 | 35 | -12 |

## Final Four

### Semifinali
| Arbitri: | Castagnola Colombo |

|              |           |            |
| 5: Biancardi | Marcatori | 3: Starace |

| Arbitri: | Stavarese Piano |

|             |           |              |
| 4: Radicchi | Marcatori | 4: Kisteleki |

### Finale 3º posto
| Arbitri: | Colombo Castagnola |

|            |           |              |
| 6: Guillet | Marcatori | 6: Kisteleki |

### Finale
| Arbitri: | Savarese Piano |

|              |           |                     |
| 4: Bartolini | Marcatori | 3: Motta, Garibotti |